# Ahmat Fatime
Pour les articles homonymes, voir Fatime.
Ahmat Darkou Fatime Harouni, née le 1er décembre 1995, est une lutteuse tchadienne.

## Carrière
Ahmat Fatime est médaillée d'argent dans la catégorie des moins de 72 kg aux Jeux de la Francophonie de 2013 à Nice.
Elle remporte ensuite la médaille de bronze dans la catégorie des moins de 75 kg lors des Championnats d'Afrique de lutte 2014 à Tunis.